# منتدى المرأة للدراسات والتدريب
منتدى المرأة للدراسات والتدريب، الذي تأسس عام 2000، هو «أكبر منظمة حقوقية للمرأة في اليمن».
تأسس المنتدى من قبل الناشطة الحقوقية سعود القداسر، ومقره في تعز. وينظم ورش عمل للمسؤولين الحكوميين، ويروج لقضايا حقوق الإنسان مع المنظمات غير الحكومية الأخرى ويرتب لتدريب النشطاء المعنيين.